# Jonathan Frakes
Jonathan Scott Frakes (* 19. srpna 1952 Bellefonte, Pensylvánie) je americký filmový herec, režisér a moderátor.

## Životopis
Krátce po jeho narození se celá rodina (otec James, matka Doris, mladší bratr Daniel) přestěhovala do Bethlehemu. Jonathanův otec syna vedl již od dětství k lásce k hudbě a díky němu se také Jonathan dostal k jazzu a ve čtvrté třídě se začal učit na pozoun.
V 70. letech se přestěhoval do New Yorku, kde působil v broadwayských divadlech a poprvé se objevil i v televizní mýdlové opeře The Doctors. Poté, co byla jeho role ze seriálu odstraněna, přesídlil do Los Angeles a následně hostoval v různých seriálech včetně The Waltons, The Dukes of Hazzard, Matlocka či Hill Street Blues.
V letech 1987 až 1994 hrál komandéra Williama Rikera ve sci-fi seriálu Star Trek: Nová generace, na který navázaly čtyři celovečerní filmy Star Trek: Generace (1994), Star Trek: První kontakt (1996), Star Trek: Vzpoura (1998) a Star Trek: Nemesis (2002). Rovněž hostoval v jednotlivých dílech seriálů Star Trek: Stanice Deep Space Nine, Star Trek: Vesmírná loď Voyager, Star Trek: Enterprise, Star Trek: Picard a Star Trek: Lower Decks.
Mezi lety 1998 a 2002 vystupoval jako moderátor televizního pořadu Věřte nevěřte; k této roli se vrátil při obnovení pořadu roku 2021.
V roce 1988 se oženil s herečkou Genie Francisovou, s níž má syna Jamesona (* 1994) a dceru Elizabeth (* 1997). V současné době žije se svojí rodinou v Maine, kde učí na fakultě Rockport College filmovou a televizní režii.

## Herecká filmografie (výběr)
- The Doctors (1963)
- Fantasy Island (1978)
- Charlie's Angels (1978)
- Barnaby Jones (1978)
- The White Shadow (1979)
- Beach Patrol (1979)
- The Associates (1979)
- The Waltons (1979)
- Eight Is Enough (1979)
- Paris (1980)
- Beulah Land (1980)
- The Night the City Screamed (1980)
- The Dukes of Hazzard (1981)
- Hart to Hart (1982)
- Hill Street Blues (1982)
- Quincy M.E. (1982)
- Voyagers! (1982)
- This Is the Life (1983)
- Bare Essence (1983)
- Five Mile Creek (1984)
- The Fall Guy (1984)
- Remington Steele (1984)
- Highway to Heaven (1984)
- Paper Dolls (1984)
- Hotel (1985)
- Falcon Crest (1985)
- North and South (1985)
- Zóna soumraku (1985)
- Dream West (1986)
- North and South, Book II (1986)
- It's a Living (1986)
- Matlock (1986)
- Tak jde čas (1986)
- Nutcracker: Money, Madness & Murder (1987)
- Star Trek: Nová generace (1987–1994)
- The Cover Girl and the Cop (1989)
- Heaven & Hell: North & South, Book III (1994)
- Camp Nowhere (1994)
- Wings (1994)
- Star Trek: Generace (1994)
- Star Trek: Stanice Deep Space Nine (1994)
- Gargoyles (1994–1996)
- Gargoyles: The Heroes Awaken (1995)
- Alien Autopsy: (Fact or Fiction?) (1995)
- Superman (1995)
- Brothers of the Frontier (1996)
- The Paranormal Borderline (1996)
- Star Trek: Vesmírná loď Voyager (1996)
- Star Trek: První kontakt (1996)
- Gargoyles: The Goliath Chronicles (1996)
- Věřte nevěřte (1997)
- Gargoyles: Brothers Betrayed (1998)
- Gargoyles: The Force of Goliath (1998)
- Gargoyles: The Hunted (1998)
- Star Trek the Experience: The Klingon Encounter (1998)
- Star Trek: Vzpoura (1998)
- Dying to Live (1999)
- The Lot (1999)
- Roswell (1999)
- 3rd Rock from the Sun (2000)
- Oh Baby (2000)
- Zloději času (2002)
- Star Trek: Nemesis (2002)
- Star Trek: Enterprise (2005)
- Griffinovi (2005)
- Flynn Carsen 2: Návrat do dolů krále Šalamouna (2006)
- Castlevania (2011)
- Star Trek: Picard (2020–2023)
- Star Trek: Lower Decks (2020)

## Režijní filmografie
- Star Trek: Nová generace (1990–1994) – 8 epizod („Potomek“, „Opět spolu“, „Polní soud“, „Příčina a důsledek“, „Kvalita života“, „Závod“, „Spojení“ a „Milenec“)
- Star Trek: Stanice Deep Space Nine (1994–1995) – 3 epizody („Hledání (2. část)“, „Meridian“ a „Čas minulý (2. část)“)
- Univerzitní nemocnice (1995) – 1 epizoda („Life and Death“)
- Star Trek: Vesmírná loď Voyager (1995–1996) – 3 epizody („Projekce“, „Porod“ a „Prototyp“)
- Diagnóza vražda (1996) – 1 epizoda („Left-Handed Murder“)
- Star Trek: První kontakt (1996)
- Star Trek: Vzpoura (1998)
- Roswell (1999–2001) – 5 epizod („Behind the Music“, „Secrets and Lies“, „The White Room“, „Four-Square“ a „River Dog“)
- Star Patrol! (2000)
- Zloději času (2002)
- Zóna soumraku (2002) – 1 epizoda („The Lineman“)
- Letka Bouřliváků (2004)
- Flynn Carsen 2: Návrat do dolů krále Šalamouna (2006)
- Mistři science fiction (2007) – 1 epizoda („The Discarded“)
- Flynn Carsen 3: Jidášův kalich (2008)
- Dům loutek (2009) – 1 epizoda („Belonging“)
- Castle na zabití (2009–2013) – 3 epizody („Kill the Messenger“, „The Final Frontier“ a „The Fast and the Furriest“)
- Dokonalý podraz (2009–2012) – 13 epizod („The Wedding Job“, „The Juror #6 Job“, „The Fairy Godparents Job“, „The Bottle Job“, „The Reunion Job“, „The Studio Job“, „The Morning After Job“, „The Queen's Gambit Job“, „The Office Job“, „The Lonely Hearts Job“, „The First Contact Job“, „The Gimme a K Street Job“ a „The Toy Job“)
- V (2010) – 1 epizoda („John May“)
- Polda a polda (2010) – 2 epizody („Don't Tase Me, Bro“ a „Silence of the Dan“)
- Město ztracených (2010) – 3 epizody („Incoming“, „Identity“ a „And Then There Was One“)
- Slunečno, místy vraždy (2010–2013) – 3 epizody („Marriage Is Murder, Bro“, „Moonlighting“ a „Shot Girls“)
- Status: Nežádoucí (2010–2013) – 5 epizod („Hot Property“, „Enemy of My Enemy“, „Acceptable Loss“, „Official Business“ a „All or Nothing“)
- Námořní vyšetřovací služba L. A. (2010–2016) – 6 epizod („LD50“, „Disorder“, „Blye, K.“, „Free Ride“, „Impact“ a „Sirens“)
- Bar Karma (2011) – 1 epizoda („Three Times a Lady“)
- Truth Be Told (2011)
- Make It or Break It (2012) – 1 epizoda („Time Is of the Essence“)
- King a Maxwellová (2013) – 1 epizoda („Job Security“)
- Agenti S.H.I.E.L.D. (2013) – 1 epizoda („The Well“)
- Falling Skies (2013–2015) – 3 epizody („Journey to Xibalba“, „Door Number Three“ a „Respite“)
- Záměna (2014–2015) – 2 epizody („The Scream“ a „Art Like Love Is Dedication“)
- Hit the Floor (2014–2016) – 4 epizody („Behind the Back“, „Full-Court Press“, „Power Play“ a „Blocked“)
- Knihovníci (2014–2017) – 10 epizod („And Santa's Midnight Run“, „And the Fables of Doom“, „And the Loom of Fate“, „And the Infernal Contract“, „And the Point of Salvation“, „And the Tears of a Clown“, „And the Trial of the Triangle“, „And the Fatal Separation“, „And the Silver Screen“ a „And the Graves of Time“)
- Hindsight (2015) – 2 epizody („A Very Important Date“ a „…Then I'll Know“)
- Finding Carter (2015) – 2 epizody („The Heart Is a Lonely Hunter“ a „The Death of the Heart“)
- Powers (2016) – 1 epizoda („Stealing Fire“)
- Jak přežít rozvod (2017) – 1 epizoda („Rule #155: Go with the Magician“)
- The Orville (2017–2019) – 2 epizody („Pria“ a „Sanctuary“)
- The Arrangement (2018) – 1 epizoda („Truth“)
- Star Trek: Discovery (2018–2019) – 3 epizody („Despite Yourself“, „New Eden“ a „Project Daedalus“)
- X-Men: Nová generace (2019) – 1 epizoda („teMpted“)
- Star Trek: Picard (2020) – 2 epizody („Absolute Candor“ a „Stardust City Rag“)